# トゥエンティ20

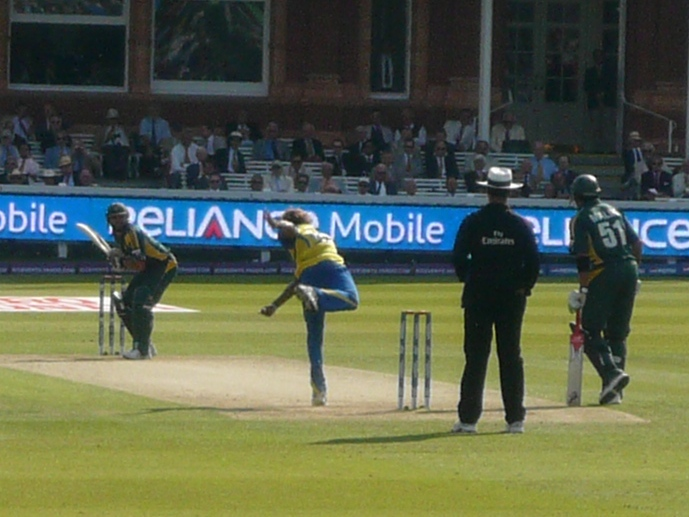
ローズ・クリケット・グラウンドで行われたパキスタン対スリランカのICC T20ワールドカップ決勝戦（2009年）

トゥエンティ20（トゥエンティトゥエンティ、英: Twenty20、略称:T20）は、クリケットの試合形式の一つである。両チームともに1イニングのみ、20オーバー（120球）限定のルールであり、試合は3時間程度で終了する。国際大会で行う場合は、トゥエンティ20・インターナショナル（T20I）ともいう。
イングランド・ウェールズクリケット委員会（ECB）が2003年に国内大会で導入し、国際試合では2005年に初めて採用された。T20形式の世界選手権であるICC T20ワールドカップは2007年に男子、2009年に女子の大会が開始された。2022年の男子大会では、ICCの動画配信プラットフォームにおいて65億8000万回の視聴回数を記録した。インディアン・プレミアリーグ（IPL）など世界の主要プロリーグはT20形式で行なっており、2028年ロサンゼルスオリンピックもT20形式で行われる予定である。オリンピックのクリケット競技も参照。

## 概要
国際公式試合はテスト・クリケット、ワン・デイ・インターナショナル（ODI）、トゥエンティ20（T20）の3形式がある。これらの試合はICCによって承認された規則と規制に基づいて行われる。
T20形式は従来のクリケットと違い、短い時間で試合が終わるという利点がある。観客やテレビ中継の視聴者に魅力的になるよう配慮され、その点は成功している。ただし、ECBはT20形式が他のクリケット試合方式に取って代わるものではなく、引き続き競技されるものとしている。なお、外野の守備に配置できる人数に制限が設けられており（パワープレイ）、最初の6オーバー（P1）は2人まで、それ以降（P2）は5人までと決められている。
夜のプライムタイムに試合を開始することも可能になり、この形式のプロリーグが世界で急速に普及した。世界最大のプロリーグは2008年に発足したインドのインディアン・プレミアリーグ（IPL）であり、世界のトップクラスの選手の多くはこのリーグでプレーしている。IPLは2023年から5年間の放映権を総額4839億ルピー（約8470億円）で契約しており、1試合当たりの放映権料は世界のプロスポーツリーグでNFLに次いで2番目に高額である。オーストラリアのビッグ・バッシュ・リーグや西インド諸島のカリビアン・プレミアリーグも高い人気がある。アメリカでは2023年にメジャーリーグクリケット（MLC）が開幕した。また、女子のT20形式のプロリーグも急速に発展しており、インドでは2023年に女子プレミアリーグ（WPL）が開幕した。WPLはバスケットボールのWNBAと並び、女子プロスポーツリーグとして世界屈指の経済規模がある。
世界初のT20の国際大会であるICC T20ワールドカップは2007年に南アフリカにて実施された。
2023年10月現在、T20の国際試合を行なっているのは男子ナショナルチームが87であり、女子ナショナルチームが66である。ICCがT20の世界ランキングを定期的に発表している。2023年10月現在、男子ナショナルチームで試合を行なった国と地域は以下の通り。
| - インド - イングランド - ニュージーランド - パキスタン - オーストラリア - 南アフリカ - 西インド諸島 - スリランカ - バングラデシュ - アフガニスタン - ジンバブエ - アイルランド - ナミビア - スコットランド - オランダ - ネパール - アラブ首長国連邦 - パプアニューギニア - カナダ - オマーン |  | - 香港 - アメリカ - ウガンダ - ジャージー - マレーシア - カタール - クウェート - バーレーン - ケニア - イタリア - タンザニア - バミューダ - スペイン - ドイツ - サウジアラビア - シンガポール - ガーンジー - ケイマン諸島 - ポルトガル - デンマーク |  | - ベルギー - ナイジェリア - マン島 - オーストリア - ノルウェー - バヌアツ - ボツワナ - フィンランド - スイス - 日本 - マラウイ - チェコ - フランス - スウェーデン - ルーマニア - クック諸島 - インドネシア - モザンビーク - シエラレオネ - マルタ |  | - ガーナ - ルワンダ - アルゼンチン - フィジー - ブータン - ルクセンブルク - キプロス - フィリピン - バハマ - パナマ - ベリーズ - セルビア - ハンガリー - タイ - ブルガリア - レソト - ジブラルタル - モルディブ - ガンビア - トルコ |  | - カメルーン - エストニア - エスワティニ - セーシェル - サモア - ギリシャ - クロアチア |  |

また、国内試合でT20形式を導入している国としては、イングランド、南アフリカ、ジンバブエ、インド、パキスタン、バングラデシュ、スリランカ、オーストラリア、ニュージーランド、西インド諸島、カナダなどがある。日本でもジャパンカップ、学生選手権、2013年開始の日本プレミアリーグはT20形式で行われている。アジア競技大会では2010年より、T20形式でクリケット競技が新設された（アジア競技大会クリケット競技も参照）。

## 主要各国の大会
| 国・地域                | リーグ                                            |
| ----------------------- | ------------------------------------------------- |
| アイルランド            | インター・プロヴィンシャル・トロフィー            |
| アフガニスタン          | アフガニスタン・プレミアリーグ                    |
| アメリカ                | メジャーリーグクリケット マイナーリーグクリケット |
| アラブ首長国連邦        | インターナショナルリーグT20                       |
| イングランド ウェールズ | トゥエンティ20カップ                              |
| インド                  | インディアン・プレミアリーグ 女子プレミアリーグ   |
| オーストラリア          | ビッグ・バッシュ・リーグ                          |
| オランダ                | ダッチトゥエンティ20カップ                        |
| カナダ                  | グローバルT20カナダ                               |
| スリランカ              | ランカン・プレミアリーグ                          |
| 西インド諸島            | カリビアン・プレミアリーグ                        |
| ニュージーランド        | スーパースマッシュ                                |
| ネパール                | ネパールT20リーグ                                 |
| パキスタン              | パキスタン・スーパーリーグ                        |
| バングラデシュ          | バングラデシュ・プレミアリーグ                    |
| 南アフリカ              | ラムスラム・T20・チャレンジ                       |

## T20世界ランキング(上位10チーム)
| ICC男子T20Iチームランキング                 | ICC男子T20Iチームランキング | ICC男子T20Iチームランキング | ICC男子T20Iチームランキング | ICC男子T20Iチームランキング |
| 順位                                        | チーム                      | 試合                        | ポイント                    | レイティング                |
| ------------------------------------------- | --------------------------- | --------------------------- | --------------------------- | --------------------------- |
| 1                                           | インド                      | 59                          | 15,589                      | 264                         |
| 2                                           | イングランド                | 43                          | 11,133                      | 259                         |
| 3                                           | ニュージーランド            | 53                          | 13,534                      | 255                         |
| 4                                           | パキスタン                  | 50                          | 12,719                      | 254                         |
| 5                                           | オーストラリア              | 32                          | 7,984                       | 250                         |
| 6                                           | 南アフリカ共和国            | 35                          | 8,679                       | 248                         |
| 7                                           | 西インド諸島                | 39                          | 9,463                       | 243                         |
| 8                                           | スリランカ                  | 37                          | 8,774                       | 237                         |
| 9                                           | バングラデシュ              | 41                          | 9,192                       | 224                         |
| 10                                          | アフガニスタン              | 29                          | 6,260                       | 216                         |
| Reference: ICC Rankings, 2023年10月14日現在 |                             |                             |                             |                             |